# Hrbljina
Hrbljina (Hrbine) je planina, osobine visoravni u BiH, u regiji Tropolju (Završju).

## Zemljopisni položaj
Nalazi se u općini Glamoču. Najviši vrh planine je na 1543 m. Prostire se sjevernije od Cincara. Nastavlja se dalje u Vitorog.

## Geologija, flora i fauna
Slična je kao Krug-planina. Ova krška visoravan prekrivena je brojnim vrtačama i inim krškim fenomenima, kao što su ponori i špilje. Svojstvene biocenoze ove visoravni su od oko 1250 m pa naviše su siromašne planinske livade. Nalaze es na stjenovitoj i krškoj vapnenačkoj podlozi. Presijecaju ih oštri grebeni i duboke doline. Zbog dosta zemljišne vlage i niskog šiblja među kojim prevladava vrba, većina dolina obrasla je johom.
Tušnica, Cincar, Krug-planina, Slovinj, Vitorog, Hrbljina, Čemernica-Paripovac, Čardak planina i Ljubuša tvore planinsku skupinu Cincara.